# Сырец (приток Горыни)
Сыре́ц (укр. Сире́ць, Си́рень) — река, левый приток Горыни. Протекает по территории Дубровицкого района Ровненской области.

## География
Истекает из болота Морочно к северу от села Кривица, течёт в общем направлении на северо-восток, протекает близ населённых пунктов Лесовое, Золотое, Партизанское, Людынь, Высоцк, Бродец, Тумень, Городище, и впадает в Горынь слева, на противоположном берегу от села Смородск, в двух километрах к югу от границы с Брестской областью Белоруссии. По всему водотоку река сильно канализирована. Возле села Лесовое устроен пруд длиной около 4 км.